# مؤتمر بان أميريكان

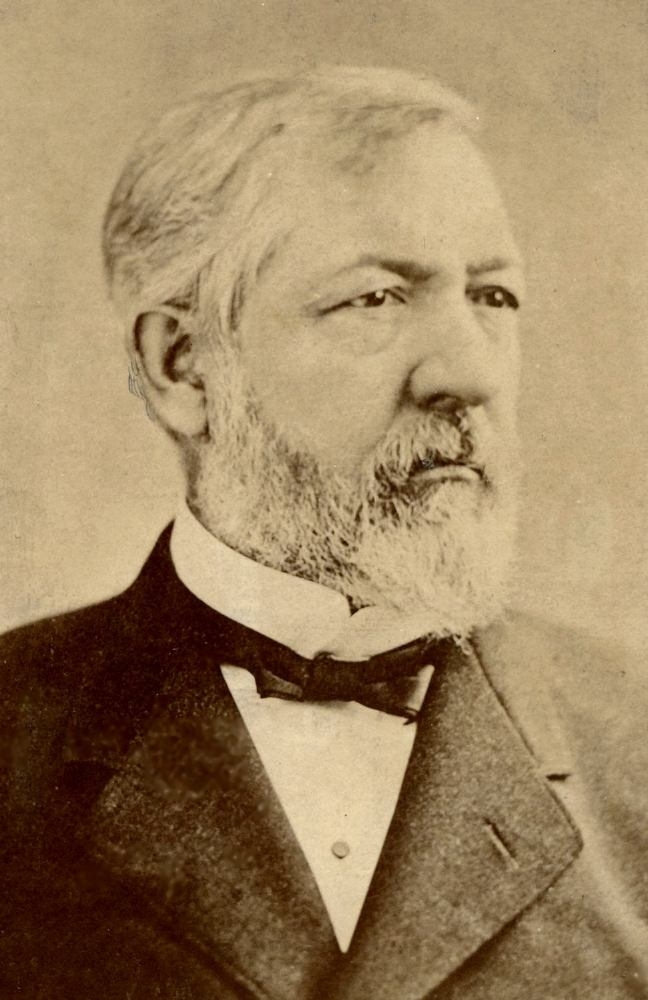

مؤتمرات الدول الأمريكية المعروفة بـ مؤتمرات بان أميريكان، هي اجتماعات لمنظمة البلدان الأمريكية، وهي منظمة دولية للتعاون في مجال التجارة وغيرها من القضايا. طرحت فكرتها لأول مرة من قبل جيمس بلين من أجل إقامة علاقات وثيقة بين الولايات المتحدة وجيرانها في الجنوب، وتحديدا أمريكا اللاتينية. كان هدف بلين من العلاقات بين الولايات المتحدة ونظرائهم في الجنوب، فتح أسواق أمريكا اللاتينية للتجارة الأمريكية. عقد المؤتمر حتى الآن 17 مرة.